# Kepler-poinsot-lichaam
Kepler-poinsot-lichamen zijn de regelmatige sterveelvlakken, er zijn er vier van. Ze kunnen alle vier worden gezien als een sterveelvlak, waarvan de zijvlakken congruente regelmatige sterveelhoeken zijn, maar tegelijkertijd als een gewoon, maar concaaf  veelvlak, waarvan de zijvlakken convexe veelhoeken zijn.
Gezien als een sterveelvlak hebben de vier lichamen rond ieder hoekpunt hetzelfde aantal vlakken, dus zijn met de vijf regelmatige veelvlakken vergelijken. Ze zijn eveneens zijvlaktransitief, ribbetransitief en hoekpunttransitief.
De vier kepler-poinsot-lichamen zijn:
- kleine sterdodecaëder met 12 pentagrammen als zijvlak, er komen er 5 bij elkaar in elk hoekpunt: dus 12×5/5=12 hoekpunten en 12×5/2=30 ribben
- grote sterdodecaëder met 12 pentagrammen, 3 daarvan komen in elk hoekpunt bij elkaar: 12×5/3=20 hoekpunten en 12×5/2=30 ribben
- grote icosaëder, uitgaande van de kleine sterdodecaëder, de zijvlakken zijn 20 driehoeken, 5 komen in elk hoekpunt bij elkaar: dus 20×3/5=12 hoekpunten en 20×3/2=30 ribben
- grote dodecaëder met 12 vijfhoeken, 5 in elk hoekpunt: dus 12×5/5=12 hoekpunten en 12×5/2=30 ribben

Ze hebben alle vier de volledige icosahedrale symmetrie Ih. Het aantal ribben is steeds 30. Ze zijn twee aan twee elkaars duale veelvlak: de kleine sterdodecaëder en de grote dodecaëder met eulerkarakteristiek −6 en de grote sterdodecaëder en grote icosaëder met karakteristiek 2.

kleine sterdodecaëder
grote sterdodecaëder
grote icosaëder
grote dodecaëder

Een enkel zijvlak heeft een rode rand om het zo gemakkelijker te kunnen identificeren.